# Mouvement du droit alternatif
Le Mouvement du Droit Alternatif (MDA) au Brésil, né dans le contexte de la re-démocratisation du pays dans les années 80, est un courant de la jurisprudence et de la théorie du droit qui se distingue par sa volonté de repenser le droit dans une perspective sociale et critique.

## Histoire
Les racines du MDA remontent à la résistance contre la dictature militaire, où des juges mécontents se sont réunis pour élaborer des propositions pour un Brésil plus démocratique. Les premiers pas du mouvement ont été marqués par la création de groupes d'étude, notamment dans l'État du Rio Grande do Sul, où des juristes comme Edmundo Lima de Arruda Júnior ont envisagé une nouvelle approche du droit. En octobre 1990, une publication incendiaire dans le journal Jornal da Tarde de São Paulo, sous le titre JUÍZES GAÚCHOS COLOCAM DIREITO ACIMA DA LEI (en français: Des juges gauchistes mettent le droit au dessus de la loi), a catalysé le mouvement, conduisant au Premier Congrès International du Droit Alternatif à Florianópolis en 1991.

## Principes et propositions
Le MDA rejette le positivisme juridique, préférant une interprétation du droit axée sur la justice sociale. Ses membres critiquent le système capitaliste et défendent des idéaux démocratiques, tout en luttant contre la misère et les inégalités.
Les principales propositions du MDA incluent:
le positivisme de combat
Une lutte pour l'application des lois existantes en faveur des classes défavorisées;
l'usage alternatif du droit
Une herméneutique qui privilégie une interprétation sociale des lois, en accordant une attention particulière à la Constitution fédérale;
le pluralisme juridique
Une vision du droit qui reconnaît la légitimité des normes non étatiques, émergeant de la société elle-même.

## Membres
On peut citer Edmundo Lima de Arruda Junior, Lédio Rosa de Andrade, Miguel Pressburger, José Geraldo de Sousa Junior, Agostinho Ramalho Marques Neto, Márcio Puggina, Tarso Genro, Roberto Lyra Filho, Antonio Alberto Machado, Marcelo Pedroso Goulart, Amilton Bueno de Carvalho, Marcus Fabiano Gonçalves, Plauto Faraco, Willis Santiago Guerra et Maria Berenice Dias.